# Championnat du Burundi de football 2015-2016
Navigation
Saison précédente Saison suivante
La saison 2015-2016 du Championnat du Burundi de football est la cinquante-troisième édition de la Ligue A, le championnat de première division au Burundi. Les seize meilleures équipes du pays sont regroupées au sein d’une poule unique où ils s’affrontent deux fois au cours de la saison, à domicile et à l’extérieur. En fin de saison, les trois derniers du classement sont relégués et remplacés par les trois meilleurs clubs de deuxième division.
C'est le club de Vital’O FC, tenant du titre, qui est à nouveau sacré cette saison après avoir terminé en tête du classement final, avec dix-sept points d’avance sur Le Messager FC Ngozi et vingt-et-un sur Muzinga FC. Il s’agit du vingtième titre de champion du Burundi de l’histoire du club.
En plus des trois clubs promus sportivement de deuxième division, deux autres formations font leurs débuts cette saison parmi l'élite : Aigle Noir de Makamba et Jeunes Athlétiques de Bujumbura rachètent les licences du Rusizi FC et du Royal FC de Muramvya, prenant ainsi leur place en championnat.

## Qualifications continentales
Le champion du Burundi se qualifie pour la Ligue des champions de la CAF 2017 tandis que le vainqueur de la coupe nationale (ou le vice-champion si la Coupe n'est pas organisée) obtient son billet pour la Coupe de la confédération 2017.

## Les clubs participants
- Vital’O FC
- InterStar
- Atlético Olympic
- LLB Académic
- Olympic Muremera - Promu de D2
- Le Messager FC Ngozi
- Bujumbura City FC
- Aigle Noir FC de Makamba
- Le Messager FC de Bujumbura
- Muzinga FC
- Nyanza United
- Olympique Star
- Les Crocos FC - Promu de D2
- Les Elephants FC - Promu de D2
- Flambeau de l’Est
- Jeunes Athlétiques de Bujumbura

## Compétition
Le barème utilisé pour établir le classement est le suivant :
- Victoire : 3 points
- Match nul : 1 point
- Défaite : 0 point

### Classement
| Rang | Équipe                          | Pts | J  | G  | N  | P  | Bp | Bc | Diff |
| ---- | ------------------------------- | --- | -- | -- | -- | -- | -- | -- | ---- |
| 1    | Vital’O FCT                     | 74  | 30 | 24 | 2  | 4  | 71 | 17 | +54  |
| 2    | Le Messager FC NgoziC           | 57  | 30 | 16 | 9  | 5  | 40 | 19 | +21  |
| 3    | Muzinga FC                      | 53  | 30 | 15 | 8  | 7  | 41 | 21 | +20  |
| 4    | Aigle Noir FC de Makamba        | 47  | 30 | 11 | 14 | 5  | 33 | 21 | +12  |
| 5    | LLB Académic                    | 46  | 30 | 13 | 7  | 10 | 43 | 29 | +14  |
| 6    | Bujumbura City FC               | 43  | 30 | 11 | 10 | 9  | 30 | 19 | +11  |
| 7    | Atlético Olympic                | 42  | 30 | 10 | 12 | 8  | 36 | 29 | +7   |
| 8    | Olympique Star                  | 41  | 30 | 10 | 11 | 9  | 26 | 26 | 0    |
| 9    | Flambeau de l'Est               | 37  | 30 | 9  | 10 | 11 | 30 | 33 | -3   |
| 10   | Le Messager FC de Bujumbura     | 34  | 30 | 8  | 10 | 12 | 25 | 41 | -16  |
| 11   | Olympic MuremeraP               | 34  | 30 | 7  | 13 | 10 | 23 | 39 | -16  |
| 12   | Nyanza United                   | 31  | 30 | 6  | 13 | 11 | 32 | 44 | -12  |
| 13   | InterStar                       | 30  | 30 | 7  | 9  | 14 | 22 | 35 | -13  |
| 14   | Les Crocos FCP                  | 29  | 30 | 7  | 8  | 15 | 18 | 35 | -17  |
| 15   | Jeunes Athlétiques de Bujumbura | 24  | 30 | 6  | 6  | 18 | 19 | 51 | -32  |
| 16   | Les Elephants FCP               | 21  | 30 | 3  | 12 | 15 | 23 | 53 | -30  |

|  | Qualification pour la Ligue des champions de la CAF 2017                 |
|  | Qualification pour la Coupe de la confédération 2017                     |
|  | Relégation directe en deuxième division                                  |
|  | T : Tenant du titre C : Vainqueur de la Coupe du Burundi P : Promu de D2 |

## Bilan de la saison
| Championnat du Burundi de football 2015-2016 |                                 |
| Champion                                     | Vital’O FC (20e titre)          |
| Coupes et trophées                           |                                 |
| Vainqueur de la Coupe du Burundi 2015-2016   | Le Messager FC Ngozi            |
| Qualifications continentales                 |                                 |
| Ligue des champions de la CAF 2017           | Vital’O FC                      |
| Coupe de la confédération 2017               | Le Messager FC Ngozi            |
| Promotions et relégations                    |                                 |
| Promus en Ligue A                            | Les Lierres FC                  |
| Promus en Ligue A                            | Musongati FC                    |
| Promus en Ligue A                            | Rusizi FC                       |
| Relégués en Ligue B                          | Les Crocos FC                   |
| Relégués en Ligue B                          | Jeunes Athlétiques de Bujumbura |
| Relégués en Ligue B                          | Les Elephants FC                |